# テトラアジドメタン
テトラアジドメタン (tetraazidomethane) は、メタンの水素原子をすべてアジ基で置き換えた構造をもつ、化学式 C(N3)4で表される有機化合物。2006年にケムニッツ工科大学のグループによって初めて合成された。
トリクロロアセトニトリルとアジ化ナトリウムをアセトニトリル中で反応させることで得られる。常温では無色の液体。極めて不安定で、わずかな刺激で容易に爆発する。このため、ガスクロマトグラフィーで単離した一滴以下でもデュワー瓶ごと吹き飛ばすと報告されており、ピペットやシリンジで扱うのは極めて危険である。
他のポリアジドと同様に高いエネルギー密度を持つため、爆薬やロケットの燃料、花火などへの利用が考えられている。
加水分解、シクロオクタンへの環化付加反応、ノルボルネンとの1,3-双極子付加反応、ホスフィンとの反応によるホスファゼンの生成、などが報告されている。